# 波蘭電視台
波蘭電視台股份有限公司（波蘭語：Telewizja Polska S.A.），簡稱波蘭電視台（TVP），是波蘭的公共電視機構，播出範圍涵蓋波蘭全國。波蘭電視台的財源依靠收視費和廣告收入。波蘭在1935年就實施了電視實驗播出。1952年，波蘭電視台正式開始播出節目。1970年，波蘭電視台第二台也開始播出電視節目。現在波蘭電視台擁有多個標準畫質和高畫質頻道，並且還提供國際電視頻道播出服務。在法律与公正党执政时期，波蘭電視台被该党控制，沦为该党的宣传工具，对反对派领导人进行了人身攻击。2023年10月，反对党获胜后，波蘭電視台开始减少对其攻击。12月20日，新一届波兰政府开始接管电视台并重组了电视台领导层。

## 外部連結
- TVP （页面存档备份，存于）